# Sylvain Curinier
Sylvain Curinier, född den 15 mars 1969 i Lons-le-Saunier, är en fransk kanotist.
Han tog OS-brons i K-1 i slalom i samband med de olympiska kanottävlingarna 1992 i Barcelona.